# Phrynichus ceylonicus
Espèce
Synonymes
- Phrynus ceylonicus C. L. Koch, 1843
- Phrynichus pusillus gracillibrachiatus Gravely, 1911

Phrynichus ceylonicus est une espèce d'amblypyges de la famille des Phrynichidae.

## Distribution
Cette espèce est endémique du Sri Lanka.

## Publication originale
- (de) Carl Ludwig Koch, Die Arachniden : getreu nach der Natur abgebildet und beschrieben, vol. 10, Nuremberg, C. H. Zeh'schen Buchhandlung, 1843, 142 p. (lire en ligne), p. 35-36.